# Grindul Lupilor
Grindul Lupilor este un grind maritim care separă apele Lacului Sinoe de cele ale Lacului Zmeica, mai precis se află la jumătatea complexului lagunar Razelm-Sinoe, mărginit la nord-vest de lacurile Zmeica și Golovița, la nord de canalul 5 și la sud și est – sud-est de lacul Sinoe, și la o depărtare de 40 de km nord de Constanța. Ca încadrare teritorial-administrativă aparține de comuna Mihai Viteazu, județul Constanța.

## Rezervația
La nivelul lui a fost constituită o arie strict protejată de interes național ce reprezintă o rezervație științifică mixtă din cadrul Rezervației Biosferei Delta Dunării. Rezervația are o suprafață de 2075 de hectare și corespunde categoriei a IV-a IUCN.

## Legături externe
- Harta turistică a zonei din județul Constanța
- Rezervatia Naturala Grindul Lupilor Arhivat în 4 martie 2016, la Wayback Machine., cesavezi.ro
- Rezervația Biosferei Delta Dunării: Arii strict protejate Arhivat în 12 noiembrie 2012, la Wayback Machine.